# RAB12
RAB12 (англ. RAB12, member RAS oncogene family) – білок, який кодується однойменним геном, розташованим у людей на короткому плечі 18-ї хромосоми. Довжина поліпептидного ланцюга білка становить 244 амінокислот, а молекулярна маса — 27 248.
| 10         |  | 20         |  | 30         |  | 40         |  | 50         |
| ---------- |  | ---------- |  | ---------- |  | ---------- |  | ---------- |
| MDPGAALQRR |  | AGGGGGLGAG |  | SPALSGGQGR |  | RRKQPPRPAD |  | FKLQVIIIGS |
| RGVGKTSLME |  | RFTDDTFCEA |  | CKSTVGVDFK |  | IKTVELRGKK |  | IRLQIWDTAG |
| QERFNSITSA |  | YYRSAKGIIL |  | VYDITKKETF |  | DDLPKWMKMI |  | DKYASEDAEL |
| LLVGNKLDCE |  | TDREITRQQG |  | EKFAQQITGM |  | RFCEASAKDN |  | FNVDEIFLKL |
| VDDILKKMPL |  | DILRNELSNS |  | ILSLQPEPEI |  | PPELPPPRPH |  | VRCC       |

A: Аланін

C: Цистеїн

D: Аспарагінова кислота

E: Глутамінова кислота

F: Фенілаланін

G: Гліцин

H: Гістидин

I: Ізолейцин

K: Лізин

L: Лейцин

M: Метіонін

N: Аспарагін

P: Пролін

Q: Глутамін

R: Аргінін

S: Серин

T: Треонін

V: Валін

W: Триптофан

Кодований геном білок за функціями належить до фосфопротеїнів, ліпопротеїнів. 
Задіяний у таких біологічних процесах, як транспорт, транспорт білків, автофагія, ацетилювання. 
Білок має сайт для зв'язування з нуклеотидами, ГТФ. 
Локалізований у мембрані, цитоплазматичних везикулах, лізосомі, апараті гольджі, ендосомах.